# 232763 Eliewiesel
232763 Eliewiesel è un asteroide della fascia principale. Scoperto nel 2004, presenta un'orbita caratterizzata da un semiasse maggiore pari a 2,3121514 UA e da un'eccentricità di 0,1929739, inclinata di 5,65049° rispetto all'eclittica.
L'asteroide è dedicato allo scrittore e premio nobel per la pace Elie Wiesel.